# 伊日·普塔克
伊日·普塔克（捷克語：Jiří Pták，1946年3月24日—），生于杰钦，捷克男子赛艇运动员。他曾代表捷克斯洛伐克参加1977年世界赛艇锦标赛，获得男子双人单桨有舵手铜牌。